# Salesópolis
Salesópolis är en kommun i Brasilien.   Den ligger i delstaten São Paulo, i den sydöstra delen av landet, 900 km söder om huvudstaden Brasília. Antalet invånare är 15 639. Arean är 425 kvadratkilometer. Salesópolis gränsar till Santa Branca.
Terrängen i Salesópolis är kuperad norrut, men söderut är den bergig.
I omgivningarna runt Salesópolis växer i huvudsak städsegrön lövskog. Runt Salesópolis är det ganska tätbefolkat, med 58 invånare per kvadratkilometer.